# Josef Daniel Huber
Josef Daniel Huber nebo také Joseph Daniel Huber von Hubenthal (asi leden 1730/1731 – 7. březen 1788 Leopoldstadt) byl rakouský kreslíř, vojenský kartograf a důstojník generálního štábu. Je známý mimo jiné vypracováním plánů Prahy a Vídně.

## Život a dílo
Bližší údaje o Huberově původu nejsou známy. V roce 1751 požádal o přijetí na Vojenskou inženýrskou akademii, která byla nejstarší institucí svého druhu v Rakousku. Byla založena v roce 1717 na návrh vojevůdce Evžena Savojského, její výuka byla zaměřena na propojení teoretických a praktických znalostí inženýrů ve vojenství a na školení v terénu. Huber pravděpodobně ukončil studium vojenského inženýrství před rokem 1754; jednou z prací dochovaných z doby jeho studia je mapa Klagenfurtu v Korutanech (1752). Poté vstoupil do armády, kde byl podřízen polnímu maršálovi Leopoldu Daunovi.
Armáda pro své operace potřebovala co nejpřesnější znalost krajiny, silnic a řek a Huber byl jedním z kreslířů, kteří měli vypracovat potřebné náčrty. Několik map pravděpodobně připravil během sedmileté války v letech 1756 až 1763; v roce 1760 byl sice zajat Prusy a internován ve Slezsku, ale později byl vyměněn za pruského plukovního seržanta (1762). V následujících letech Huber pracoval v Sasku a Horním Slezsku, kde zkoumal pro potřeby rakouské armády příhraniční území.
Po sedmileté válce se císařovna Marie Terezie rozhodla v roce 1763 provést podrobný topografický průzkum celé monarchie a Huber do roku 1768 pracoval na pozemkovém průzkumu v Čechách a na Moravě. V Praze je jeho pobyt doložen v květnu 1763 a ve městě pak pravděpodobně pobýval až do roku 1769. Během svého pobytu v Praze vytvořil zřejmě z vlastní iniciativy plán Prahy; v březnu 1769 požádal České gubernium o finanční podporu k jeho zveřejnění. Když dostal negativní odpověď, předložil v dubnu 1769 plán s prosbou o souhlas s jeho vydáním a prodejem císařovně. Plán byl následně zakoupen pro císařské sbírky a Huber byl pověřen vytvořením podobného vyobrazení města Vídně. To pak vyšlo v tisku v roce 1778 a stalo se jedním z nejrozšířenějších obrazů Vídně na konci 18. století.
Naproti tomu plán Prahy byl kvůli své velké velikosti rozřezán na 12 částí různých rozměrů, pro veřejnost zůstal téměř neznámý a nikdy nebyl publikován jako celek. Až v roce 1912 ho našel v Rakouské národní knihovně (ÖNB) během svého výzkumného pobytu Jan Hofman (1883–1945, historik umění a pracovník úřadu na ochranu památek) a teprve v roce 1944 ho publikoval pod názvem Obraz barokní Prahy.
Huber používal dva způsoby zobrazení: „planimetrický plán“ (tj. půdorys města, provedený jako akvarel) a „perspektivní plán“ (černo-bílá kresba perem, založená na nezkresleném půdorysu, na kterém je výška budov zakreslena v přiměřené délce svisle nahoru. Tato speciální forma zobrazení se také označuje jako vojenská perspektiva, obrazová mapa nebo obrazový plán).
Poslední roky svého života Huber údajně strávil ve špatné finanční situaci a ve velmi skromných podmínkách. Existují domněnky, že v letech 1782 až 1787 vydal ve Vídni několik map pod pseudonymem „Mauer“, aby tak skryl část svých příjmů před věřiteli.

## Galerie

Praha, 1769
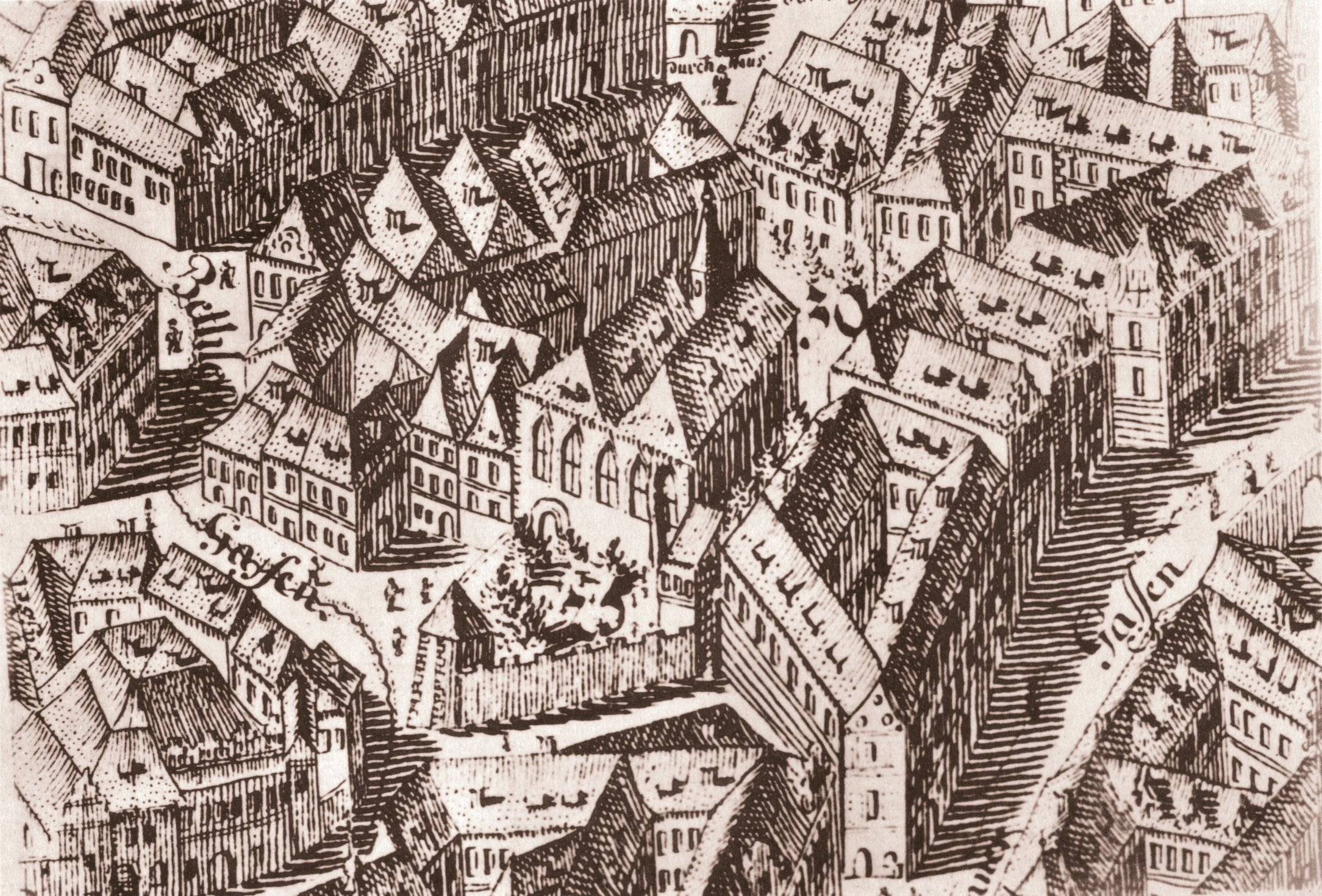
Praha, Betlémská kaple s okolím (výřez)
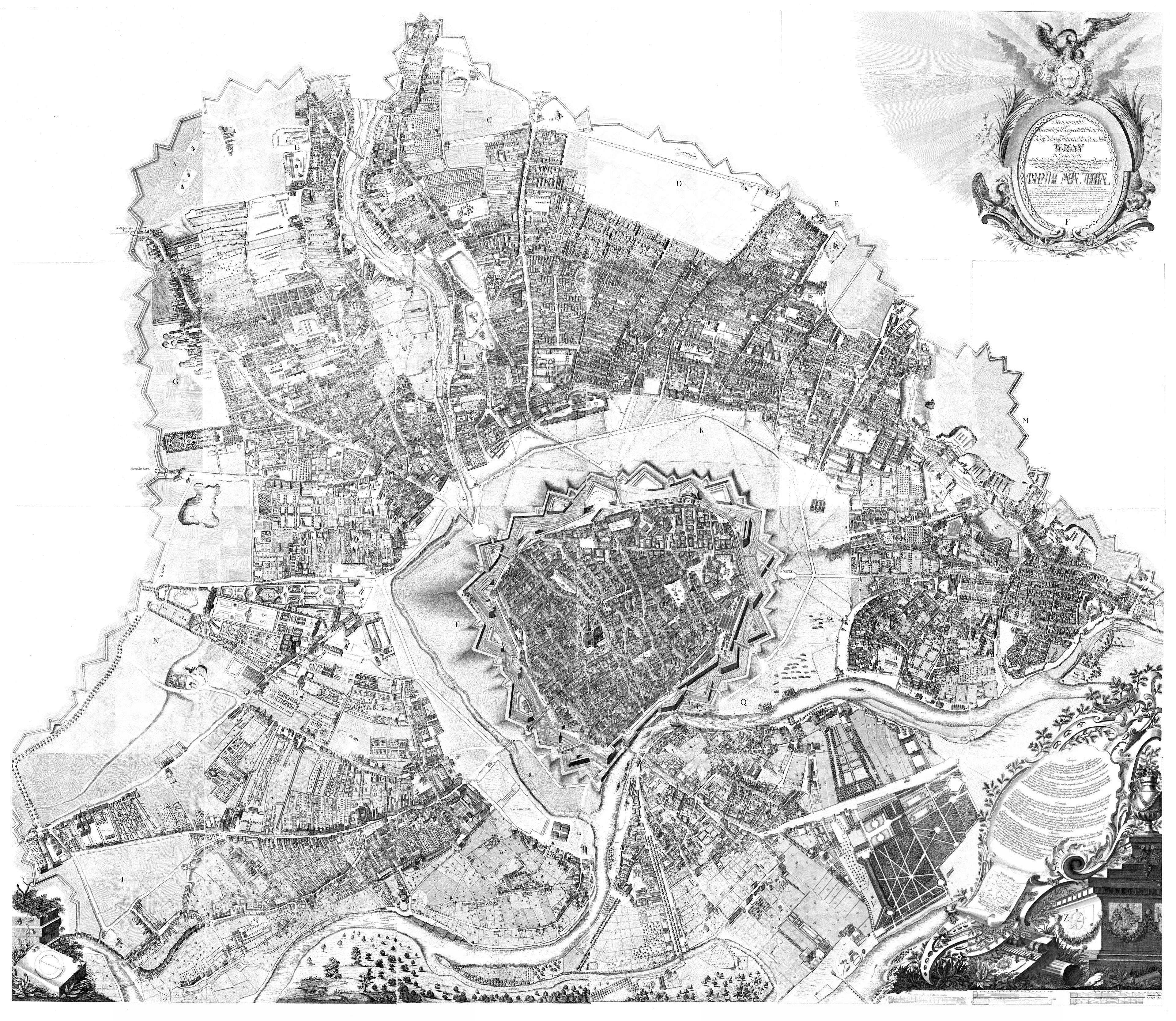
Vídeň, 1773